# Jardin Marguerite-Huré
Le jardin Marguerite-Huré est un espace vert du 12e arrondissement de Paris, dans le quartier du Bel-Air.

## Situation et accès
Le site est accessible par le boulevard Carnot.
Il est desservi par la ligne 1 à la station Porte de Vincennes.

## Historique
Le jardin est créé en 1959 au sein du groupe d'immeubles du boulevard Carnot. Il est réaménagé en 2020 et a été nommé officiellement pour l'occasion en mémoire de la vitrailliste Marguerite Huré (1895-1967), native de ce quartier du 12e arrondissement.